# Голо изсипливче
Голо изсипливче или изсипниче (Herniaria glabra), е вид растение от семейство Карамфилови (Caryophyllaceae).
То съдържа херниарин, който е метокси аналог на умбелиферон – вещество, което абсорбира ултравиолетова светлина и има антиоксидантни свойства.

## Разпространение
Среща се в Северна Америка и Европа.